# Andrzej Kraszewski
Andrzej Kazimierz Kraszewski (ur. 27 czerwca 1948 w Gdyni) – polski naukowiec, wykładowca akademicki, doktor habilitowany nauk technicznych, profesor Politechniki Warszawskiej. W latach 2010–2011 minister środowiska. Syn Kazimierza Kraszewskiego.

## Życiorys

### Wykształcenie i działalność naukowa
Absolwent VII LO im. Juliusza Słowackiego w Warszawie. Studia ukończył na Wydziale Mechanicznym Energetyki i Lotnictwa Politechniki Warszawskiej. Stopień doktora nauk technicznych uzyskał na Wydziale Inżynierii Środowiska Politechniki Warszawskiej w 1983, przedstawiając pracę pt. Własności eksploatacyjne modeli matematycznych jakości wody w rzekach. W 2000 na tej samej uczelni uzyskał stopień doktora habilitowanego nauk technicznych w zakresie inżynierii środowiska, w specjalności ochrona zasobów wodnych. Pracował jako nauczyciel akademicki, doszedł do stanowiska profesora Politechniki Warszawskiej, do 2010 pełnił funkcję kierownika Zakładu Informatyki i Badań Jakości Środowiska na Wydziale Inżynierii Środowiska.
Jest specjalistą w zakresie oddziaływania przedsięwzięć infrastrukturalnych na środowisko. Prowadził badania poświęcone metodologii ocen oddziaływania na środowisko, oddziaływania transportu na środowisko i roli konfliktu w podejmowaniu decyzji. Zajmował się również analizą ryzyka, teorią identyfikacji modeli matematycznych systemów środowiska, budową modeli prognostycznych, informatyką środowiska i systemami informacji o środowisku.
Autor kilkudziesięciu artykułów, referatów i raportów, kilku monografii oraz wdrożonych opracowań w przemyśle i w administracji publicznej. Opublikował monografię Identyfikacja systemów jakości wody w rzekach, jest autorem modeli matematycznych używanych do zarządzania ochroną środowiska wodnego. Publikował na temat oddziaływania transportu na środowisko, a zwłaszcza na zdrowie człowieka.

### Działalność zawodowa i publiczna
Pełnił funkcje doradcy ministra środowiska oraz eksperta sejmowej Komisji Ochrony Środowiska, Zasobów Naturalnych i Leśnictwa. Był przewodniczącym Krajowej Komisji Ocen Oddziaływania na Środowisko oraz społecznym doradcą pełnomocnika rządu ds. polskiej energetyki jądrowej. Powołano go w skład rady nadzorczej Narodowego Funduszu Ochrony Środowiska i Gospodarki Wodnej. Był ekspertem Polskiej Izby Ekologii i rzeczoznawcą w zakresie ocen oddziaływania na środowisko. Pełnił funkcję mediatora m.in. w konfliktach dotyczących składowisk odpadów i lokalizacji obwodnic. Był moderatorem tzw. okrągłego stołu w sprawie obwodnicy Augustowa (Dolina Rospudy) i Warszawskiego Okrągłego Stołu Odpadowego.
2 lutego 2010 został powołany na stanowisko ministra środowiska w pierwszym rządzie Donalda Tuska w miejsce Macieja Nowickiego, którego odwołano poprzedniego dnia. Stanowisko to zajmował do 18 listopada 2011. W 2014 został doradcą ministra środowiska Macieja Grabowskiego.

## Wybrane publikacje
- Kraszewski A., Identyfikacja systemów jakości wody w rzekach, Oficyna Wydawnicza PW, Warszawa 1999.
- Kraszewski A., Kraszewski M., Identification of Indicators to Assess the Implementation of the White Paper on European Transport Policy, The Regional Environmental Center for Central and Eastern Europe (REC), Szentendre, 2004.
- Kraszewski A., Urban Public Transport State in Capital Cities of CEE Region. Technical Summary, [w:] Next Stop: Sustainable Transport, Krzywkowska G. (red.), The Regional Environmental Center for Central and Eastern Europe (REC), Szentendre, 2004, s. 9–20.
- Kraszewski A., Jak to zrobić w Polsce? Studium wykonalności Systemu Zbiórki i Przetwarzania Odpadów Zużytego Sprzętu Elektrycznego i Elektronicznego, First Polish Norwegian WEEE Cluster Meeting, Pułtusk, 2004.
- Kraszewski A., Wawrzonek R., Zbieranie zużytego sprzętu elektrycznego i elektronicznego w Polsce – Analiza stanu aktualnego i prognoza na lata 2006–2008, Ministerstwo Środowiska, Narodowy Fundusz Ochrony Środowiska i Gospodarki Wodnej, Warszawa, 2005.
- Kraszewski A., Zużyty sprzęt elektryczny i elektroniczny – problemem współczesnego świata. Program edukacyjny – poradnik dla nauczyciela, ElektroEko, Warszawa 2007.

## Odznaczenia i wyróżnienia
- Krzyż Kawalerski Orderu Odrodzenia Polski (2013)[5]
- Medal „Pro Memoria” (2010)[6]
- Brązowy Medal Uniwersytetu Gdańskiego „Bene merito et merenti” (2017)[7]